# Žlábek (Křivoklátská vrchovina)
Žlábek je údolí v Křivoklátské vrchovině jihozápadně od Unhoště.

## Poloha
Žlábek je asi dva kilometry dlouhé výrazně zaříznuté údolí orientované přibližně ve směru (klesá) jihozápad - severovýchod. Nachází se u západního okraje CHKO Křivoklátsko asi šest kilometrů jihozápadně od Unhoště, osm kilometrů jižně od Kladna a deset kilometrů severně od Berouna. Horní zakončení je u osady Pohodnice, spodní u osady Roučmída. Na jihovýchodě je vymezeno svahy Vysokého vrchu (486 m) a Tuchonína (487 m), na severozápadě bezejmenného vrchu 455 m.

## Geomorfologie
Žlábek společně s přilehlými vrchy spadá do geomorfologického celku Křivoklátská vrchovina, podcelku Lánská pahorkatina, okrsku Loděnická pahorkatina a podokrsku Bezděkovská pahorkatina.

## Vodstvo
Osu Žlábku tvoří tok Žlábeckého potoka, který se v jeho dolním zakončení zprava vlévá do říčky Loděnice.

## Stavby

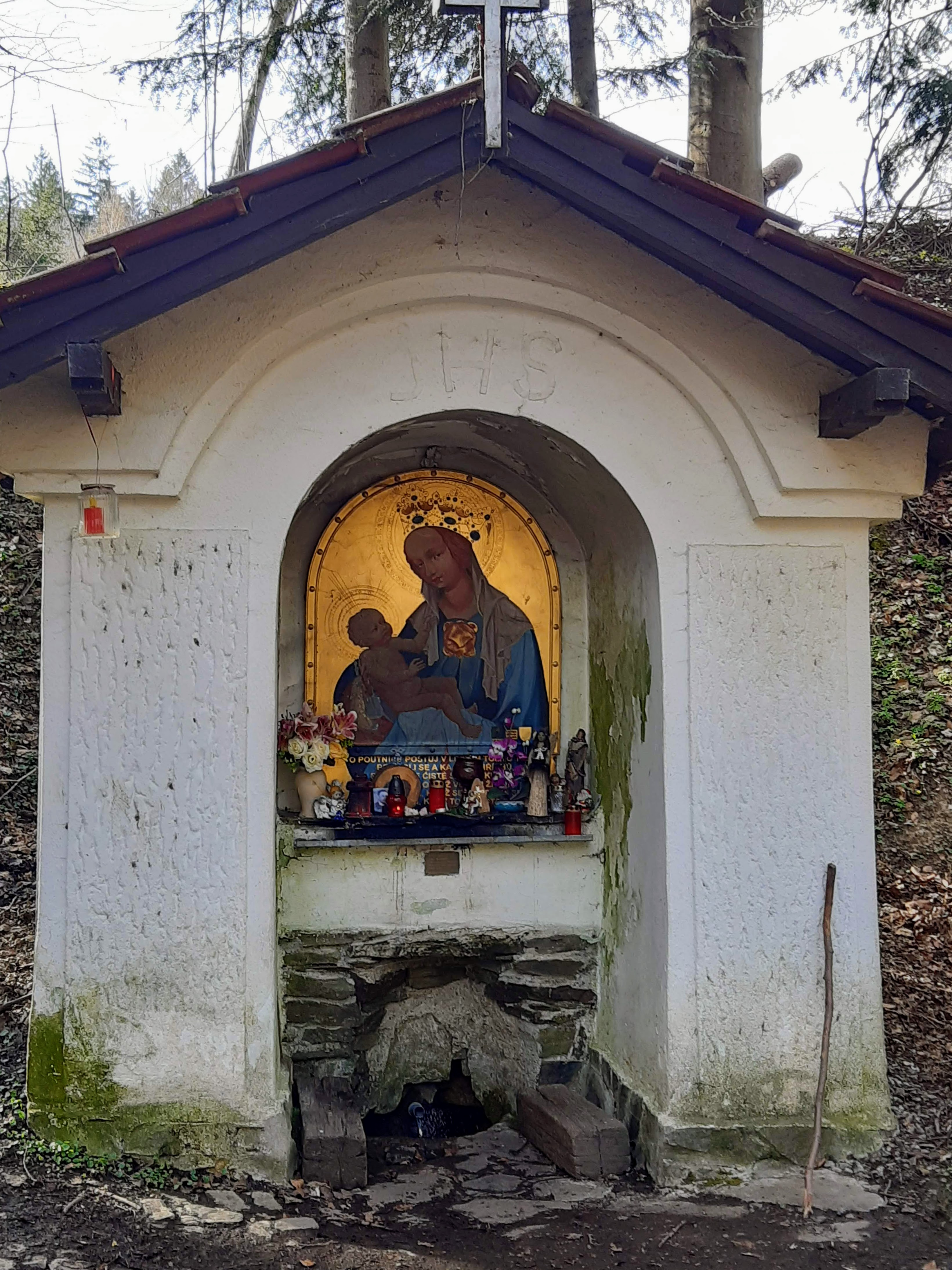
Kaplička v údolí Žlábeckého potoka

Přibližně v polovině údolí se na levém břehu Žlábeckého potoka nachází kaplička tzv. Panny Marie Žlábecké postavená nad malým pramenem. Dle pověsti byla kaplička postavena v roce 1649 rodinou unhošťského primase poté, co voda z pramene zázračně vyléčila zrak jeho dceři Sabině Pěnkavové, když se zde společně s dalšími unhošťskými obyvateli schovávala před vojáky bojujícími ve třicetileté válce. Poutě konané na Svatodušní pondělí byly obnoveny po roce 1990 . Kromě kapličky se zde nachází Boží muka a lavička. Estetiku místa poněkud znehodnocuje elektrické vedení 400 kV, které přesně nad ním údolí přetíná. Přímo u studánky se nachází trojmezí obcí Bratronice, Horní Bezděkov a Malé Kyšice (k prvně jmenované obci náleží celý levý, severozápadní, břeh potoka, pravá strana Žlábku pak po proudu odtud představuje katastr Horního Bezděkova, proti proudu patří k Malým Kyšicům).

## Vegetace
Souvislý pás smíšeného lesa pokrývající údolí a jeho blízké okolí je asi v polovině přerušeno širokým průsekem zřízeným pod elektrickým vedením 400 kV.

## Komunikace
Osu údolí sleduje po pravém břehu Žlábeckého potoka vedená lesní cesta horší kvality sledovaná zeleně značenou turistickou trasou 3020 spojující údolí říčky Loděnice s Bratronicemi.